# Sećanja na moje tužne kurve
Sećanja na moje tužne kurve (šp. Memoria de mis putas tristes) je poslednji roman kolumbijskog nobelovca, Gabrijela Garsije Markesa, koji je izdat 2004. Govori o ljubavi jednog starca prema maloletnici.